# Takahiro Shimotaira
Takahiro Shimotaira (下平 隆宏 Shimotaira Takahiro?, nacido el 18 de diciembre de 1971 en Aomori) es un exfutbolista japonés. Jugaba de centrocampista y su último club fue el Kashiwa Reysol de Japón.

## Trayectoria

### Clubes
| Club           | País  | Año         |
| -------------- | ----- | ----------- |
| Kashiwa Reysol | Japón | 1990 - 2000 |
| FC Tokyo       | Japón | 2001 - 2002 |
| Kashiwa Reysol | Japón | 2003 - 2004 |

## Palmarés

### Títulos nacionales
| Título         | Club           | País  | Año  |
| -------------- | -------------- | ----- | ---- |
| Copa J. League | Kashiwa Reysol | Japón | 1999 |